# Sandrine Goeyvaerts
Sandrine Goeyvaerts, née le 29 septembre 1981 à Oupeye, est une caviste, sommelière, journaliste/chroniqueuse et autrice belge. Elle est caviste dans la province de Liège et sa commune de Saint-Georges-sur-Meuse depuis 2010.

## Biographie

### Origines et formation
Originaire de Liège, Sandrine Goeyvaerts obtient en 2003 son diplôme de sommelière, à l’École d'hôtellerie et de tourisme de la Ville de Liège. La même année, elle remporte le concours de 1er sommelier de Belgique junior. Après avoir travaillé en restauration et dans la grande distribution, elle devient caviste en 2010 au sein de la cave Vins Lacroix, à Saint-Georges-sur-Meuse. En tant que caviste et sommelière diplômée, elle milite, entre autres, pour les vins les plus naturels possibles.

### Chroniqueuse et autrice de blog
Présente sur les réseaux sociaux depuis 2009, Sandrine Goeyvaerts ouvre en juillet 2012 un blog sur le vin, intitulé « La Pinardothèque ». Elle y écrit de nombreux billets sur son domaine de prédilection. Ce blog est nommé « blog de l'année » par La Revue du vin de France. En 2011, elle est engagée par le journal Le Soir, pour écrire des chroniques sur les vins belges. En mai 2015 commence sa collaboration avec Elle (France). Sandrine y publie chroniques et papiers sur des sujets variés, allant des vins bio au vocabulaire autour du vin. Elle contribue également depuis 2018 au magazine Elle à Table, et signe dans des publications comme le Vif, L'Express ou Le Monde.

### Ouvrages sur le vin
Entre 2016 et 2019, elle publie quatre livres grand public sur le monde du vin. La plume de Sandrine Goeyvaerts, à la fois sur son blog et dans ses livres, est connue pour son humour . Son livre, Vigneronnes : 100 femmes qui font la différence dans les vignes de France, édité chez Nouriturfu, a obtenu à l’automne 2019 le Gourmand World Cookbook Award pour la France dans la catégorie French wines. En 2021, elle publie chez Nouriturfu Manifeste pour un vin inclusif qui explore et tente d'apporter des réponses aux dynamiques inégalitaires en place dans le monde du vin et perpétuées par son langage,,. En 2024, parait Cher Pinard, toujours chez Nouriturfu. 

## Prises de position

### Fondation de l'associationWomen Do Wine
Énervée par les remarques, non justifiées,, sur l'absence de femmes dans les métiers liés au vin, elle s'empare au début de l'année 2016 du hashtag #WomenDoWine sur les réseaux sociaux Twitter et Facebook. Ses messages et ses actions mènent à la création en avril 2017 de l’association Women Do Wine, exclusivement composée de femmes et qui a pour ambition de donner de la visibilité aux femmes du monde du vin, ainsi que de créer un réseau d'échanges et d'entraide interprofessionnels. Elle en devient la première présidente. L'association organise son premier événement le 23 juin 2019, grâce à un financement participatif sur Ulule. L'association cesse ses activités en 2022.

### Sexisme dans le monde du vin
En novembre 2020, elle critique un dessin paru dans la revue En Magnum qui montre une agente en vins proposant des faveurs sexuelles à un caviste. Elle est alors ouvertement harcelée par les rédacteurs et les journalistes du magazine, ainsi que leurs sympathisants. Avec Fleur Godart, elles décident de porter plainte pour sexisme et cyberharcèlement, soutenues par le compte #Paye ton pinard,, Fleur contre le magazine, et Sandrine Goeyvaerts contre un blogueur du vin pour injure sexiste. L'affaire Godart est traitée par le tribunal de Paris où le procès se tient le 4 mai 2021. Fleur Godart est déboutée de sa plainte contre Thierry Desseauve et En Magnum le 8 juin 2021. L'affaire concernant Sandrine Goeyvaerts est jugée en novembre 2022, et le journaliste blogueur est condamné par le tribunal de Paris à une amende et à indemniser la spécialiste belge. La condamnation est confirmée en appel le 18 septembre 2024. 

## Publications
- Jamais en carafe : tout savoir sur le vin, Hachette vins, 2016 (ISBN 978-2-01-396292-6).
- Carrément vin : 100 vigneron(ne)s au naturel, Hachette vins, 2017 (ISBN 978-2-01-391909-8).
- Les perles d'une caviste, Hachette vins, 2017 (ISBN 978-2-01-391885-5).
- Vigneronnes : 100 femmes qui font la différence dans les vignes de France, Nouriturfu, 2019, 167 p. (ISBN 978-2-490698-01-1).
- Manifeste pour un vin inclusif, Nouriturfu, 2021, 96 p. (ISBN 978-2-490698-32-5)[24].
- Cher Pinard : un goût de révolution dans nos canons, Nouriturfu, 2024, 152 p. (ISBN 978-2-490698-86-8).